# Elmore James
| Elmore James                              | Elmore James                              |
| Kattints az alábbi külső linkek egyikére! | Kattints az alábbi külső linkek egyikére! |
| ----------------------------------------- | ----------------------------------------- |
| Nem található szabad kép.(?)              |                                           |
| külső link · jogvédett                    | Elmore James                              |

Elmore James (Richland, 1918. január 27. – Chicago, 1963. május 24.) amerikai bluesénekes, gitáros, dalszerző.

## Pályakép
Elmore James 1918-ban született Leora Brooks törvénytelen fiaként Richlandben (más források szerint Lexingtonban vagy Cantonban), Mississippiben. Mezőgazdasággal foglalkozott, mielőtt vándorzenészként elkezdte volna a zenész életet. Olyan zenészekkel dolgozott, mint Robert Johnson és Sonny Boy Williamson II. Robert Johnson hatással volt gitárstílusára és repertoárjának egy részére is.
Erősített slide gitáron játszott. Erőteljes játékával és falzett hangjával Elmore James a chicagói blues egyik legfontosabb zenészévé vált. 
1943 és 1945 között tengerészgyalogos volt. Vándorként élt és stoppolt a déli államokon. 1951-ben kezdett lemezekeket megjelentetni a Lillian McMurry Trumpet Records kiadójánál. A következő tizenkét évben James többek között a Modern Records és a Chess Records blueskiadóinak készített felvételeket.
Legnagyobb slágerei a Dust My Broom (1983), a Grammy Hall of Fame (1998), a The Sky Is Crying, a Shake Your Money Maker, és a It Hurts Me Too voltak, amelyeket ma is számtalan zenész ad elő.
Elmore James 45 évesen egy szívrohamban meghalt.
Jamesre jellemző volt erőteljes, durvának nevezhető énekhangja, amit elektromosan felerősített slide gitárjával kísért. Első sorban azokra a fiatal brit zenekarokra volt hatással, amelyeknek az afro-amerikai blues hatott az 1960-as évek elején. James tisztelői közé tartozik többek között Keith Richards, Brian Jones, John Mayall, Jimi Hendrix és Eric Clapton.
A Rolling Stone magazin 2011-ben Jamest a 30. helyre sorolta minden idők 100 legnagyobb gitárosainak listáján.

## Albumok
- 1960: Blues After Hours
- 1961: Blues After Hours
- 1964: Original Folk Blues
- 1965: I Need You
- 1968: Something Inside of Me
- 1968: The Late Fantastiacally Great
- 1968: Tough
- 1969: Blues in My Heart, Rhythm In My Soul
- 1969: Whose Muddy Shoes

### Kislemezeiből
- Dust My Broom (1951 & 1965)
- I Believe (1953)
- Standing at the Crossroads (1954 & 1965)
- Dust My Blues (1955)
- It Hurts Me Too (1957 & 1965)
- The Sky Is Crying (1960)
- I Can't Hold Out (1960)
- Rollin' and Tumblin' (1960)
- Shake Your Moneymaker (1961)
- Look on Yonder Wall (1961)
- Bleeding Heart (1965)
- One Way Out (1965)
- Every Day I Have the Blues (1965)

## Díjak
- 1980: Blues Hall of Fame
- 1992: Rock and Roll Hall of Fame